# (7035) Gomi
(7035) Gomi (1995 BD3) – planetoida z pasa głównego asteroid okrążająca Słońce w ciągu 5,66 lat w średniej odległości 3,17 j.a. Odkryta 28 stycznia 1995 roku.